# Душко Кнежевић
Душко Кнежевић (Титоград, 30. мај 1959) црногорски је привредник, банкар и универзитетски професор. Оснивач и председник управног одбора Атлас Групе, финансијске групе са седиштем у Црној Гори коју чине компаније са интересима у банкама у Србији, на Кипру, у Русији и Великој Британији.
Поред пословних интересовања, оснивач је и председник одбора два пословно оријентисана универзитета, у Црној Гори и Србији. Кнежевић је у априлу 2010. године постао члан Клинтонове глобалне иницијативе.

## Биографија
Рођен 30. маја 1959. године, Кнежевић је основну и средњу школу завршио у Титограду (сада Подгорица). Дипломирао је финансије и банкарство на Економском факултету Универзитета у Београду и магистрирао банкарство и финансије такође на Економском факултету Универзитета у Београду. Након заслуга одбране докторске дисертације „Правне и економске претпоставке одрживости система пензијског осигурања“ на Правном факултету Универзитета у Београду, Душку Кнежевићу је додељена научна звање доктор правних и економских студија. Предаје предмете из области финансија на Универзитету Унион.
Кнежевић је основао Атлас фондацију Архивирано на веб-сајту  (28. март 2016) 2010. године. Мисија Фондације је да подржи стварање нових друштвених вредности и економско оснаживање грађана кроз унапређење пословног окружења и корпоративне друштвено одговорне праксе. Унапређење регионалне сарадње један је од кључних циљева Атлас фондације. Кнежевић је организовао Инаугуралну конференцију „Балканско умрежавање за социјално оснаживање Југоисточне Европе“ која је одржана у Будви у мају 2011. године, под покровитељством Владе Црне Горе и Атлас фондације, а у партнерству са Глобалном иницијативом Клинтон. Главни циљ овог догађаја био је да се одговори на горуће изазове са којима се суочава Југоисточна Европа кроз развој прекограничних и нових модела међусекторске сарадње.
Кнежевић је оснивач и председник Управног одбора: Универзитет „Медитеран“ – први приватни универзитет у Црној Гори и Београдске банкарске академије, једина институција те врсте у региону

## 2019. тужилаштво и политичка иницијатива
Видео снимак из 2016. године појавио се у јануару на којем се види како Душко Кнежевић предаје тадашњем градоначелнику Подгорице Славољубу Стијеповићу коверту у којој је, како је Кнежевић касније рекао, 100.000 долара, за финансирање предизборне кампање ДПС-а. Кнежевић, који се сада налази у Лондону, рекао је медијима да је тајно давао новац ДПС-у у протеклих 25 година. Неки су то видјели као прву конкретну потврду нечега што је у Црној Гори одавно јавна тајна. ДПС и Ђукановић су негирали да су починили кривична дјела, инсистирајући да се све донације странци евидентирају у финансијској евиденцији странке. Власти су од тада кренуле на Кнежевића, донедавно блиског владајућој елити, који се сада суочава са оптужбама за прање новца. На другом снимку који је Кнежевић објавио крајем јануара и фебруара види се високи званичник централне банке који тражи мито да не шаље инспекторе у једну од Кнежевићевих банака. Кнежевић је објавио и документе за које тврди да је помагао у финансирању Ђукановићевих раскошних путовања у иностранство у хотелима са пет звјездица и покривању његових личних трошкова.
У фебруару 2019. Црну Гору је потресао талас уличних протеста који су позивали предсједника и владу предвођену ДПС-ом да поднесу оставке и оптуживали их за корупцију. Кнежевићеве оптужбе против Ђукановића биле су покретачка снага уличних протеста; он тврди да је био велики недозвољени донатор владајуће ДПС у последњих 25 година. Опозиционе странке и грађанске групе које стоје иза протеста подељене су, међутим, око Кнежевићеве улоге у протестном покрету, при чему многи желе да се држе подаље од њега.
У циљу борбе за владавину ниског и против корупције, Душко Кнежевић је у пролеће 2019. покренуо покрет ДО СЛОБОДЕ и најавио оснивање политичке странке.

## Одабрана дела
- Фернандо Диз, Хасан Ханић, Душко Кнежевић: „О моделу Блацк-Сцхолеса и зашто су Шолс и Мертон добили Нобелову награду“, рад представљен на Симпозијуму Финансијске иновације, новембар 1997.
- Д. Кнежевић, „Избор стратешког партнера за Атлас банку“, рад представљен на Округлом столу „Приватизација банака у Србији – четири године касније“, Београд, 17. мај 2005, штампано за зборник радова, Београдска банкарска академија и Економски институт науке, Београд, стр. 131–33
- Д. Кнежевић, „Осигурање кредита”, Београдска банкарска академија Београд, 2007.
- Д. Кнежевић, М. Јововић и И. Џаковић, „Осигурање кредита“, Шести међународни симпозијум „Нови производи на тржишту осигурања“, Удружење актуара Србије и Економски факултет, Златибор 2008.
- С. Стефановић, Д. Кнежевић, „Секундарна хипотекарна тржишта и инструменти – преглед искустава земаља Европске уније“, зборник радова са међународне научне конвенције Тржиште банкарских производа и услуга у Србији, Београдска банкарска академија, Београд, 2008.
- Д. Кнежевић, „Привреда у региону морају да сарађују са страним инвеститорима“, Ворлд Финанце Магазине, издање септембар–октобар 2010.[11][12]

## Линкови
- Кнежевић интервју, ВорлдФинанце.тв
- Knežević at Clinton Global Initiative meeting на веб-сајту
- Кнежевићев интервју о црногорској економији и инвестицијама на информативном порталу Аналитика из Црне Горе, порталаналитика.ме
- Кнежевићев интервју на Монтенегроберзи, СЕЕбиз.еу
- Кнежевићев интервју о уједињењу Монтенегроберзе на СЕЕбиз
- Knežević's interview (part 1) на веб-сајту    на РТС-у, јун 2010. (видео)
- Knežević's interview (part 2) на веб-сајту    на РТС-у, јун 2010. (видео)
- Турнер Интернатионал преговори са Атлас групом у Црној Гори, вести Атлас ТВ, септембар 2010. (видео)
- Balkan Networking, the Inaugural Conference, Dusko Knežević, Atlas Group на веб-сајту   , Будва, Црна Гора, 22. мај 2011. (видео)
- Упитник РТС-а: Душко Кнежевић - човек са црвене потернице Интерпола, март 2019.
- Душко Кнежевић интервју Н1, фебруар 2019
- НИТ 'Балканско пролеће' прелази у лето, а наде у промене су тамне
- Демонстранти у Црној Гори траже оставку председника
- Црногорски политички земљотрес
- Еин унтер Друцк гератенер Банкер дрохт дем Региме ин Монтенегро, унсаубере Мацхенсцхафтен ауффлиеген зу лассен
- Велики протест покрета ДО СЛОБОДЕ против корумпираног режима Мила Ђукановића
- Др Душко Кнежевић учествовао је у британском парламенту на панелу о Западном Балкану
- Политицо: Време је да европски владар са најдужим стажем оде